# Jaša Zlobec
Jaša Lukič Zlobec, slovenski romanist, književnik, prevajalec, urednik, publicist, politik, poslanec in diplomat, * 21. januar 1951, Ljubljana, † 2. december 2011, Ljubljana.

## Življenjepis
Zlobec je že kot študent na Filozofski fakulteti v Ljubljani deloval v študentskem gibanju (1969 do 1972) in bil urednik več literarnih revij (Mlada pota, Tribuna, Problemi), svoje publicistično delo pa je povezoval z delom v različnih civilnih iniciativah (Odbor za zaščito človekovih pravic na Kosovu). Leta 1975 je diplomiral iz francoskega in italijanskega jezika na ljubljanski filozofski fakulteti. Po končanem študiju je bil od leta 1976 do 1979 in 1983 do 1984 svoboden umetnik in nato od 1984 do 1991 urednik pri Cankarjevi založbi. Vmes je bil zaposlen še v uredništvu mladinskega programa Televizija Slovenije (1979 do 1983) in eno leto tudi direktor Študentskega kulturnega centra (1979 do 1980). Po letu 1990 se je posvetil političnemu delu, bil poslanec stranke LDS v slovenskem parlamentu in nato veleposlanik v Belgiji.
Njegov oče je slovenski pesnik Ciril Zlobec; skupaj z njim je leta 2014 posmrtno dobil literarno nagrado Bosanski steček.

## Literarno delo
Zlobec je pričel že kot gimnazijec objavljati poezijo. V njegovi poeziji prevladuje angažirana in družbeno resničnost razkrivajoča tendenca (Udarci, udarci, 1981; Ob najvišji uri, 1991). Veliko je pisal tudi za radio. Ukvarjal se je s kulturno in socialno-politično publicistiko, objavil nekaj samostojnih knjig (Rdeča zloba 1987 – knjigo je izdal pod psevdonimom Džuli Šviga; Evropske zgodbe, 2000) in pisal za časnike in revije večinoma polemične kolumne, eseje, članke, ocene in prikaze problemov s področja civilne družbe. Sodi med pomembnejše sodobne prevajalce italjianskih avtorjev, med drugim je prevajal dela Calvina, Manzonija, Pirandella in drugih. Prevedel je tudi poezijo v antologiji sodobnih italijanskih književnikov iz Istre in z Reke (Avtentično življenje, 1984) in izbor sodobnih egiptovskih novel (Zgodbe iz Egipta, 1986). Prevajal je tudi iz srbohrvaščine.
Pri Cankarjevi založbi so februarja 2019 v knjigi Moje življenje je moja revolucija izšle vse njegove pesmi in izbrana publicistika (v uredništvu Miklavža Komelja in Zdravka Duše).

## Politično delo
Leta 1992 je bil izvoljen v 1. državni zbor Republike Slovenije; v tem mandatu je bil član naslednjih delovnih teles:
- Komisija za narodni skupnosti (do 16. septembra 1993),
- Komisija za nadzor nad delom varnostnih in obveščevalnih služb (do 16. septembra 1993) in
- Odbor za kulturo, šolstvo in šport (do 16. septembra 1993).

16. septembra 1993 mu je prenehal mandat poslanca, saj je postal veleposlanik Republike Slovenije v Belgiji.
Leta 2000 je bil ponovno izvoljen za poslanca v 3. državni zbor Republike Slovenije.